# Chrysaora quinquecirrha
Espèce
Chrysaora quinquecirrha est une espèce de méduse